# Büren genannt Sybertinch

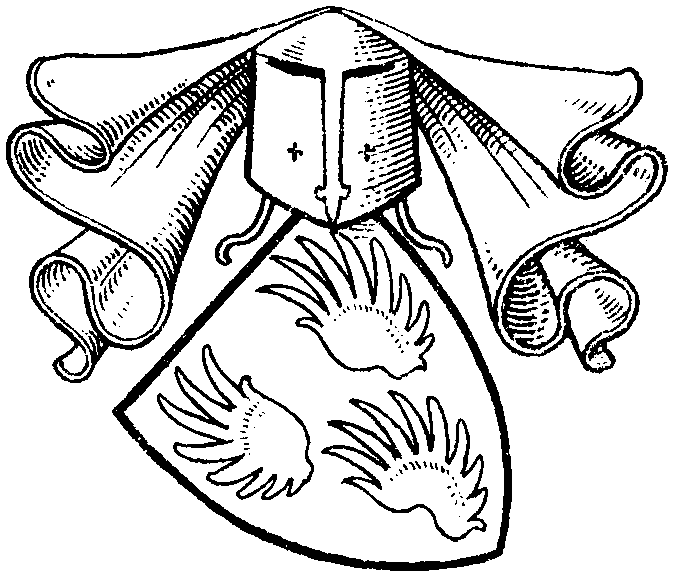
Wappen derer von Büren genannt Sybertinch

Die Herren von Büren genannt Sybertinch (auch: Buren bzw. Sybertinck, Syberting, Sibertinch, Sybertincgh o. ä.) waren ein westfälisches Adelsgeschlecht.
Das hier behandelte Geschlecht ist von den Edelherren von Büren zu Burg Büren, den Herren von Büren zu Unna und den Herren von Büren zu Marsberg zu unterscheiden.

## Geschichte
Das Geschlecht erscheint ab 1325. Die meisten bekannten Besitzungen des Geschlechts lagen im Umfeld von Unna. Dazu gehörte ein Zehnt in Varsthausen und ein Gut ten Kotten im Gericht und Kirchspiel Unna. Darüber hinaus hatte die Familie Besitz in Essen. 1325 verkaufte Guda, Witwe des Ehrenfried genannt Sybertinch, mit ihren Söhnen Adolf und Siebert, ferner die Eheleute Adolf von Buren und Bela mit Zustimmung ihrer Kinder Friedrich, Jutta (Gude/Guedeken) und Bela, sowie den Eheleuten von Lendincusen das Gut Turbeke bei Kaldenhove mit allem Zubehör, welches sie vom verstorbenen Anton von Vogelheim geerbt hatten, an das Stift Essen. Sohn Adolf von Buren genannt Sybertich erscheint urkundlich bis 1366. 1367 war er verstorben. Sein Schwiegersohn Johann van den Overhusen gen. Lebbynch, verheiratet mit Gude von Büren genannt Sybertinch, übernahm für die Witwe Elisabeth (Elsebe/Bela) Frydag die Verwaltung der Familienangelegenheiten.
Spießen gibt an, dass das letzte Vorkommen in das Jahr 1362 fällt. Tatsächlich jedoch werden Familienmitglieder urkundlich auch noch 1379 genannt.

## Wappen
Blasonierung: Im Schild drei (2:1) Flügel. Die Oberen zueinander gestellt, der Untere wie der zweite.
Weder die Tingierung noch die Helmzier des Wappens sind bekannt.